# Đại học Opole
Đại học Opole (tiếng Ba Lan: Uniwersytet Opolski) là một trường đại học công lập ở thành phố Opole. Nó được thành lập vào năm 1994 từ sự hợp nhất của hai tổ chức giáo dục song song. Trường có 17.500 sinh viên hoàn thành 32 chuyên ngành học thuật và 53 chuyên ngành. Các nhân viên số 1.380 - trong số đó có 203 giáo sư và bác sĩ ổn định và 327 bác sĩ.
Trường đại học đào tạo trình độ cử nhân, thạc sĩ, tiến sĩ và sau tiến sĩ.

## Khoa
1. Khoa Triết học
2. Khoa Khoa học xã hội
3. Khoa Thần học
4. Khoa Toán, Vật lý và Khoa học Máy tính
5. Khoa Khoa học và Công nghệ tự nhiên
6. Khoa kinh tế
7. Khoa Luật và Hành chính
8. Khoa Hóa
9. Khoa nghệ thuật

## Tạp chí khoa học
Đại học Opole xuất bản một tạp chí học thuật đánh giá ngang hàng Nghiên cứu kinh tế và môi trường (in: ISSN 1642-2597, liên quan đến kinh tế, môi trường và phát triển bền vững, với sự đóng góp của các học giả từ khắp châu Âu và Úc. Trong lĩnh vực kinh tế, nó thuộc về kinh tế học thể chế mới. Tạp chí được xuất bản bởi Đại học Opole và được thành lập vào năm 2001. Tổng biên tập là Joachim Ahrens và Joost Platje